# Равиловский сельсовет
Равиловский сельсовет — муниципальное образование в Абзелиловском районе Республики Башкортостан России. Согласно Закону о границах, статусе и административных центрах муниципальных образований в Республике Башкортостан имеет статус сельского поселения.

## Население
| 1968  | 2002  | 2009  | 2010  | 2012  | 2013  | 2014  |
| ----- | ----- | ----- | ----- | ----- | ----- | ----- |
| 1755  | ↗2081 | ↗2443 | ↘2380 | ↗2407 | ↘2394 | ↘2393 |
| 2015  | 2016  | 2017  |       |       |       |       |
| ↘2353 | ↘2325 | ↘2310 |       |       |       |       |

## Состав сельского поселения
| № | Населённый пункт | Тип населённого пункта       | Население |
| - | ---------------- | ---------------------------- | --------- |
| 1 | Ишкулово         | село, административный центр | ↘1257     |
| 2 | Равилово         | деревня                      | ↘494      |
| 3 | Тепяново         | деревня                      | ↘316      |
| 4 | Давлетшино       | деревня                      | ↘168      |
| 5 | Искужино         | деревня                      | ↘145      |